# Hurkotna Polana
Hurkotna Polana – polana w Dolinie Białki, w polskich Tatrach Wysokich. Położona jest na wschód od Wierchporońca i drogi wojewódzkiej nr 960 z Bukowiny Tatrzańskiej do Łysej Polany, na północ od Łęgów, na zachód od rzeki Białki, znajdująca się na wysokości od 930 do 1020 m n.p.m.